# الفرناج
الفرناج هي من أكبر الضواحي في منطقة سوق الجمعة بطرابلس وتتبع بلدية سوق الجمعة يحدها من الشمال منطقتي زناتة وراس حسن ومن الشرق الحشان والسبعة ومن الغرب الهضبة الشرقية ومن الجنوب عين زارة كما أن جامعة طرابلس تقع في حي الفرناج بسوق الجمعة وتبعد عن وسط مدينة طرابلس حوالي 8 كيلومتر كما أن جميع طرقها بما فيها الحي الجامعي تؤدي إلى مركز العاصمة طرابلس ويوجد بها مركز طرابلس الطبي وتعتبر بوابة سوق الجمعة الجنوبية.